# Phyllomacromia aureozona
Phyllomacromia aureozona är en trollsländeart som först beskrevs av Elliot C.G. Pinhey 1966.  Phyllomacromia aureozona ingår i släktet Phyllomacromia och familjen skimmertrollsländor. IUCN kategoriserar arten globalt som livskraftig. Inga underarter finns listade i Catalogue of Life.